# Mist Gears Blast
Mist Gears Blast (?) è un manga scritto da Hajime Tanaka e disegnato da Yōichi Amano, pubblicato su Shōnen Jump + tra ottobre 2018 e luglio 2019. Conta in totale 20 capitoli raccolti in due tankōbon.

## Trama
La storia comincia con il "Giorno del Purgatorio", durante il quale una misteriosa nebbia divenne il peggiore disastro nella storia dell'umanità. Assieme ad essa comparvero misteriose bestie che mettono a serio rischio l'esistenza dell'umanità. Settant'anni dopo il Regno di Valks dà inizio al progetto Mist Gear per ridare speranza agli esseri umani.